# Cantona

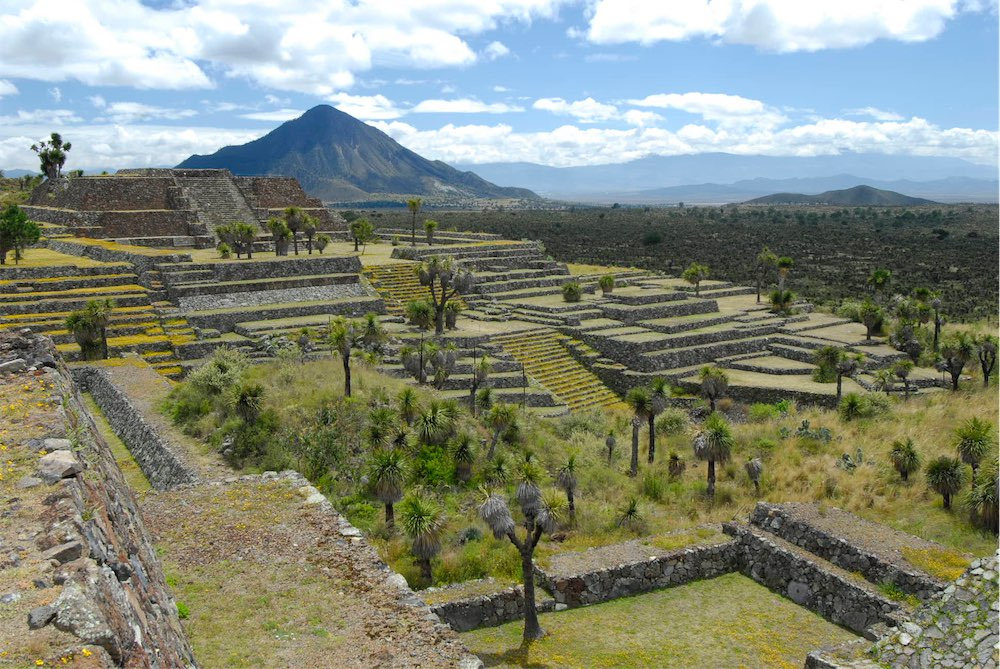
Cantona

Cantona – warowne miasto prekolumbijskie, położone w stanie Puebla w środkowym Meksyku.
Ośrodek ten, przeżywający swoje apogeum w okresie ok. 600–900 n.e., obejmował powierzchnię 12,5 km² i zamieszkany był przez 80–90 tysięcy ludzi. Ufortyfikowane miasto wzniesiono w całości z kamienia, bez użycia zaprawy murarskiej. Jego potęgę zbudowano na handlu obsydianem pozyskiwanym w regionie Oyameles-Zaragoza. Dominujące nad regionem Centralnego Meksyku centrum w Cantonie swoimi rozmiarami ustępowało ówcześnie jedynie Teotihuacán. Wewnętrzne rozplanowanie miasta świadczy o silnej kontroli elity nad mieszkającą w nim ludnością, włącznie z regulacją przemieszczania się pomiędzy poszczególnymi dzielnicami. Na stanowisku odkryto rekordową do tej pory liczbę boisk do gry w ullamaliztli – 24.
Po roku 1000 miasto wyludniło się i popadło w ruinę. 